# Argelita
Argelita település Spanyolországban, Castellón tartományban. Argelita Fanzara, Lucena del Cid, Ludiente, Toga és Vallat községekkel határos. Lakosainak száma 146 fő (2024).

## Népesség
A település népessége az elmúlt években az alábbi módon változott:
| Lakosok száma | 126  | 117  | 112  | 111  | 96   | 91   | 97   | 118  | 147  | 146  |
|               | 2001 | 2004 | 2006 | 2009 | 2011 | 2014 | 2016 | 2019 | 2021 | 2024 |